# 2021–2022-es UEFA-bajnokok ligája (csoportkör)
A 2021–2022-es UEFA-bajnokok ligája csoportkörének mérkőzéseit 2021. szeptember 14. és december 8. között játszották. A csoportkörben 32 csapat vett részt, melyből 16 csapat jutott tovább az egyenes kieséses szakaszba.

## Sorsolás
A csoportkör sorsolását 2021. augusztus 26-án tartották Isztambulban, közép európai idő szerint 18 órakor (hely idő szerint 19 órakor).
A csapatokat 4 kalapba sorolták be, a következők szerint:
- Az 1. kalapba került a UEFA-bajnokok ligája győztese, az Európa-liga győztese és a rangsor szerinti első hat ország bajnokcsapata.
- A 2., 3. és 4. kalapba került a többi csapat, a 2021-es UEFA-együtthatóik sorrendjében.

A 32 csapatot nyolc darab négycsapatos csoportba sorsolták. Azonos tagországba tartozó, valamint az orosz és ukrán csapatok nem kerülhettek azonos csoportba. Az azonos tagországba tartozó csapatokból párokat alakítottak ki, amelyeket négy csoportra nézve is szétosztottak (A–D, E–H), a televíziós közvetítések miatt. A párokat az UEFA határozta meg.

- A: Chelsea és Manchester City
- B: Atlético Madrid és Sevilla
- C: Internazionale és Juventus
- D: Bayern München és Borussia Dortmund
- E: Lille és Paris Saint-Germain
- F: Real Madrid és Barcelona
- G: Manchester United és Liverpool
- H: Porto és Benfica
- I: Sahtar Doneck és Dinamo Kijiv
- J: RB Leipzig és Wolfsburg
- K: Atalanta és Milan

Egy játéknapon négy csoport mérkőzéseit rendezték. Az egyik négy csoport kedden, a másik négy csoport szerdán játszott, a mérkőzésnapokat váltogatva.
A játéknapok: szeptember 14–15., szeptember 28–29., október 19–20., november 2–3., november 23–24., december 7–8. A mérkőzések közép-európai idő szerint 18:45-kor és 21:00-kor kezdődtek. A végleges menetrendet a sorsolás után, számítógéppel állították össze.

## Csapatok
Az alábbi csapatok vettek részt a csoportkörben:
- 26 csapat ebben a körben lépett be
- 6 győztes csapat a UEFA-bajnokok ligája rájátszásából (4 a bajnoki ágról, 2 a nem bajnoki ágról)

| Csapat          | Együttható |
| --------------- | ---------- |
| Chelsea (BL)    | 98,000     |
| Villarreal (EL) | 63,000     |
| Atlético Madrid | 115,000    |
| Manchester City | 125,000    |
| Bayern München  | 134,000    |
| Internazionale  | 53,000     |
| Lille           | 14,000     |
| Sporting CP     | 45,500     |

| Csapat              | Együttható |
| ------------------- | ---------- |
| Real Madrid         | 127,000    |
| Barcelona           | 122,000    |
| Juventus            | 120,000    |
| Manchester United   | 113,000    |
| Paris Saint-Germain | 113,000    |
| Liverpool           | 101,000    |
| Sevilla             | 98,000     |
| Borussia Dortmund   | 90,000     |

| Csapat            | Együttható |
| ----------------- | ---------- |
| Porto             | 87,000     |
| Ajax              | 82,500     |
| Sahtar Doneck     | 79,000     |
| RB Leipzig        | 66,000     |
| Red Bull Salzburg | 59,000     |
| Benfica           | 58,000     |
| Atalanta          | 50,500     |
| Zenyit            | 50,000     |

| Csapat           | Együttható |
| ---------------- | ---------- |
| Beşiktaş         | 49,000     |
| Dinamo Kijiv     | 47,000     |
| Club Brugge      | 35,500     |
| Young Boys       | 35,000     |
| Milan            | 31,000     |
| Malmö FF         | 18,500     |
| VfL Wolfsburg    | 14,714     |
| Sheriff Tiraspol | 14,500     |

## Csoportok
A csoportokban a csapatok körmérkőzéses, oda-visszavágós rendszerben mérkőztek meg egymással. A csoportok első két helyezettje az egyenes kieséses szakaszba jutott, a harmadik helyezettek az Európa-liga nyolcaddöntő rájátszásába kerültek.

### Sorrend meghatározása
Az UEFA versenyszabályzata alapján, ha két vagy több csapat a csoportmérkőzések után azonos pontszámmal állt, az alábbiak alapján kellett meghatározni a sorrendet:
1. az azonosan álló csapatok mérkőzésein szerzett több pont
2. az azonosan álló csapatok mérkőzésein elért jobb gólkülönbség
3. az azonosan álló csapatok mérkőzésein szerzett több gól
4. ha kettőnél több csapat áll azonos pontszámmal, akkor az egymás elleni eredményeket mindaddig újra kell alkalmazni, amíg nem dönthető el a sorrend
5. az összes mérkőzésen elért jobb gólkülönbség
6. az összes mérkőzésen szerzett több gól
7. az összes mérkőzésen szerzett több győzelem
8. az összes mérkőzésen szerzett több idegenben szerzett győzelem
9. fair play pontszám (piros lap =3 pont, sárga lap =1 pont, kiállítás két sárga lap után =3 pont);
10. jobb UEFA-együttható

Minden időpont közép-európai idő/közép-európai nyári idő szerint van feltüntetve.

### A csoport
| Hely. | Csapat              | M | Gy | D | V | G+ | G– | Gk  | P  | Továbbjutás                                       |  | MCI | PSG | LPZ | BRU |
| ----- | ------------------- | - | -- | - | - | -- | -- | --- | -- | ------------------------------------------------- |  | --- | --- | --- | --- |
| 1.    | Manchester City     | 6 | 4  | 0 | 2 | 18 | 10 | +8  | 12 | Továbbjutott a nyolcaddöntőbe                     |  | —   | 2–1 | 6–3 | 4–1 |
| 2.    | Paris Saint-Germain | 6 | 3  | 2 | 1 | 13 | 8  | +5  | 11 | Továbbjutott a nyolcaddöntőbe                     |  | 2–0 | —   | 3–2 | 4–1 |
| 3.    | RB Leipzig          | 6 | 2  | 1 | 3 | 15 | 14 | +1  | 7  | Átkerült az Európa-liga nyolcaddöntő rájátszásába |  | 2–1 | 2–2 | —   | 1–2 |
| 4.    | Club Brugge         | 6 | 1  | 1 | 4 | 6  | 20 | −14 | 4  |                                                   |  | 1–5 | 1–1 | 0–5 | —   |

| 2021. szeptember 15. 21:00 (20:00 BST) |

| Manchester City                                                                                | 6–3               | RB Leipzig         |
| ---------------------------------------------------------------------------------------------- | ----------------- | ------------------ |
| Aké 16' Mukiele 28' (öngól) Mahrez 45+2' (11-esből) Grealish 56' Cancelo 75' Gabriel Jesus 85' | (3–1) Jegyzőkönyv | Nkunku 42' 51' 73' |

| City of Manchester Stadion, Manchester Nézőszám: 38 062 Játékvezető: Serdar Gözübüyük (holland) |

| 2021. szeptember 15. 21:00 |

| Club Brugge      | 1–1               | Paris Saint-Germain |
| ---------------- | ----------------- | ------------------- |
| Hans Vanaken 27' | (1–1) Jegyzőkönyv | Ander Herrera 15'   |

| Jan Breydel Stadion, Brugge Nézőszám: 27 546 Játékvezető: Sandro Schärer (Svájc) |

| 2021. szeptember 28. 21:00 |

| RB Leipzig | 1–2               | Club Brugge          |
| ---------- | ----------------- | -------------------- |
| Nkunku 5'  | (1–2) Jegyzőkönyv | Vanaken 22' Rits 40' |

| Red Bull Arena, Lipcse Nézőszám: 23 500 Játékvezető: Vinčić (szlovén) |

| 2021. szeptember 28. 21:00 |

| Paris Saint-Germain | 2–0               | Manchester City |
| ------------------- | ----------------- | --------------- |
| Gueye 8' Messi 74'  | (1–0) Jegyzőkönyv |                 |

| Parc des Princes, Párizs Nézőszám: 37 350 Játékvezető: Carlos del Cerro Grande (spanyol) |

| 2021. október 19. 18:45 |

| Club Brugge | 1–5               | Manchester City                                             |
| ----------- | ----------------- | ----------------------------------------------------------- |
| Vanaken 81' | (0–2) Jegyzőkönyv | Cancelo 30' Mahrez 43' (11-esből) 84' Walker 53' Palmer 67' |

| Jan Breydel Stadion, Brugge Nézőszám: 24 915 Játékvezető: Kovács István (román) |

| 2021. október 19. 21:00 |

| Paris Saint-Germain                | 3–2               | RB Leipzig            |
| ---------------------------------- | ----------------- | --------------------- |
| Mbappé 9' Messi 67' 74' (11-esből) | (1–1) Jegyzőkönyv | Silva 28' Mukiele 57' |

| Parc des Princes, Párizs Nézőszám: 47 359 Játékvezető: Marco Guida (olasz) |

| 2021. november 3. 21:00 |

| RB Leipzig                            | 2–2               | Paris Saint-Germain |
| ------------------------------------- | ----------------- | ------------------- |
| Nkunku 5' Szoboszlai 90+2' (11-esből) | (1–2) Jegyzőkönyv | Wijnaldum 21' 39'   |

| Red Bull Arena, Lipcse Nézőszám: 39 794 Játékvezető: Andreas Ekberg (svéd) |

| 2021. november 3. 21:00 (20:00 GMT) |

| Manchester City                                       | 4–1               | Club Brugge        |
| ----------------------------------------------------- | ----------------- | ------------------ |
| Foden 15' Mahrez 54' Sterling 72' Gabriel Jesus 90+2' | (1–1) Jegyzőkönyv | Stones 17' (öngól) |

| City of Manchester Stadion, Manchester Nézőszám: 50 228 Játékvezető: Antonio Mateu Lahoz (spanyol) |

| 2021. november 24. 21:00 (20:00 GMT) |

| Manchester City        | 2–1               | Paris Saint-Germain |
| ---------------------- | ----------------- | ------------------- |
| Sterling 63' Jesus 76' | (0–0) Jegyzőkönyv | Mbappé 50'          |

| City of Manchester Stadion, Manchester Nézőszám: 52 030 Játékvezető: Daniele Orsato (olasz) |

| 2021. november 24. 21:00 |

| Club Brugge | 0–5               | RB Leipzig                                    |
| ----------- | ----------------- | --------------------------------------------- |
|             | (0–4) Jegyzőkönyv | Nkunku 12' 90+3' Forsberg 17' 45+1' Silva 26' |

| Jan Breydel Stadion, Brugge Nézőszám: 24 072 Játékvezető: Davide Massa (olasz) |

| 2021. december 7. 18:45 |

| RB Leipzig                  | 2–1               | Manchester City |
| --------------------------- | ----------------- | --------------- |
| Szoboszlai 24' A. Silva 71' | (1–0) Jegyzőkönyv | Mahrez 76'      |

| Red Bull Arena, Lipcse Nézőszám: 0 Játékvezető: Sandro Schärer (svájci) |

| 2021. december 7. 18:45 |

| Paris Saint-Germain                              | 4–1               | Club Brugge |
| ------------------------------------------------ | ----------------- | ----------- |
| Mbappé 2' 7' Messi 38' (11-esből) 76' (11-esből) | (3–0) Jegyzőkönyv | Rits        |

| Parc des Princes, Párizs Nézőszám: 47 492 Játékvezető: Jesús Gil Manzano (spanyol) |

### B csoport
| Hely. | Csapat          | M | Gy | D | V | G+ | G– | Gk  | P  | Továbbjutás                                       |  | LIV | ATM | POR | MIL |
| ----- | --------------- | - | -- | - | - | -- | -- | --- | -- | ------------------------------------------------- |  | --- | --- | --- | --- |
| 1.    | Liverpool       | 6 | 6  | 0 | 0 | 17 | 6  | +11 | 18 | Továbbjutott a nyolcaddöntőbe                     |  | —   | 2–0 | 2–0 | 3–2 |
| 2.    | Atlético Madrid | 6 | 2  | 1 | 3 | 7  | 8  | −1  | 7  | Továbbjutott a nyolcaddöntőbe                     |  | 2–3 | —   | 0–0 | 0–1 |
| 3.    | Porto           | 6 | 1  | 2 | 3 | 4  | 11 | −7  | 5  | Átkerült az Európa-liga nyolcaddöntő rájátszásába |  | 1–5 | 1–3 | —   | 1–0 |
| 4.    | Milan           | 6 | 1  | 1 | 4 | 6  | 9  | −3  | 4  |                                                   |  | 1–2 | 1–2 | 1–1 | —   |

| 2021. szeptember 15. 21:00 (20:00 BST) |

| Liverpool                                  | 3–2               | Milan              |
| ------------------------------------------ | ----------------- | ------------------ |
| Tomori 9' (öngól) Szaláh 49' Henderson 69' | (1–2) Jegyzőkönyv | Rebić 42' Díaz 44' |

| Anfield, Liverpool Nézőszám: 51 445 Játékvezető: Szymon Marciniak (lengyel) |

| 2021. szeptember 15. 21:00 |

| Atlético Madrid | 0–0         | Porto |
| --------------- | ----------- | ----- |
|                 | Jegyzőkönyv |       |

| Wanda Metropolitano Stadion, Madrid Nézőszám: 40 098 Játékvezető: Ovidiu Hațegan (román) |

| 2021. szeptember 28. 21:00 |

| Milan    | 1–2               | Atlético Madrid            |
| -------- | ----------------- | -------------------------- |
| Leão 20' | (1–0) Jegyzőkönyv | Griezmann 84' Suárez 90+7' |

| San Siro, Milánó Nézőszám: 35 374 Játékvezető: Cüneyt Çakır (török) |

| 2021. szeptember 28. 21:00 (20:00 WEST) |

| Porto      | 1–5               | Liverpool                               |
| ---------- | ----------------- | --------------------------------------- |
| Táremi 75' | (0–2) Jegyzőkönyv | Szaláh 18' 60' Mané 45' Firmino 77' 81' |

| Estádio do Dragão, Porto Nézőszám: 23 520 Játékvezető: Szergej Karaszjov (orosz) |

| 2021. október 19. 21:00 |

| Atlético Madrid   | 2–3               | Liverpool                          |
| ----------------- | ----------------- | ---------------------------------- |
| Griezmann 20' 34' | (2–2) Jegyzőkönyv | Szaláh 8' 78' (11-esből) Keïta 13' |

| Wanda Metropolitano Stadion, Madrid Nézőszám: 60 725 Játékvezető: Daniel Siebert (német) |

| 2021. október 19. 21:00 (20:00 WEST) |

| Porto       | 1–0               | Milan |
| ----------- | ----------------- | ----- |
| L. Díaz 65' | (0–0) Jegyzőkönyv |       |

| Estádio do Dragão, Porto Nézőszám: 32 130 Játékvezető: Felix Brych (német) |

| 2021. november 3. 18:45 |

| Milan              | 1–1               | Porto      |
| ------------------ | ----------------- | ---------- |
| Mbemba 61' (öngól) | (0–1) Jegyzőkönyv | L. Díaz 6' |

| San Siro, Milánó Nézőszám: 39 675 Játékvezető: Clément Turpin (francia) |

| 2021. november 3. 21:00 (20:00 GMT) |

| Liverpool         | 2–0               | Atlético Madrid |
| ----------------- | ----------------- | --------------- |
| Jota 13' Mané 21' | (2–0) Jegyzőkönyv |                 |

| Anfield, Liverpool Nézőszám: 51 347 Játékvezető: Danny Makkelie (holland) |

| 2021. november 24. 21:00 |

| Atlético Madrid | 0–1               | Milan       |
| --------------- | ----------------- | ----------- |
|                 | (0–0) Jegyzőkönyv | Messias 87' |

| Wanda Metropolitano Stadion, Madrid Nézőszám: 61 019 Játékvezető: Slavko Vinčić (szlovén) |

| 2021. november 24. 21:00 (20:00 GMT) |

| Liverpool                | 2–0               | Porto |
| ------------------------ | ----------------- | ----- |
| Alcântara 52' Szaláh 70' | (0–0) Jegyzőkönyv |       |

| Anfield, Liverpool Nézőszám: 52 209 Játékvezető: Felix Zwayer (német) |

| 2021. december 7. 21:00 |

| Milan             | 1–2               | Liverpool            |
| ----------------- | ----------------- | -------------------- |
| Fikayo Tomori 29' | (1–1) Jegyzőkönyv | Szaláh 36' Origi 55' |

| San Siro, Milánó Nézőszám: 56 237 Játékvezető: Danny Makkelie (holland) |

| 2021. december 7. 21:00 (20:00 WET) |

| Porto                     | 1–3               | Atlético Madrid                        |
| ------------------------- | ----------------- | -------------------------------------- |
| Oliveira 90+6' (11-esből) | (0–0) Jegyzőkönyv | Griezmann 56' Correa 90' De Paul 90+2' |

| Estádio do Dragão, Porto Nézőszám: 38 830 Játékvezető: Clément Turpin (francia) |

### C csoport
| Hely. | Csapat            | M | Gy | D | V | G+ | G– | Gk  | P  | Továbbjutás                                       |  | AJX | SPO | DOR | BSK |
| ----- | ----------------- | - | -- | - | - | -- | -- | --- | -- | ------------------------------------------------- |  | --- | --- | --- | --- |
| 1.    | Ajax              | 6 | 6  | 0 | 0 | 20 | 5  | +15 | 18 | Továbbjutott a nyolcaddöntőbe                     |  | —   | 4–2 | 4–0 | 2–0 |
| 2.    | Sporting CP       | 6 | 3  | 0 | 3 | 14 | 12 | +2  | 9  | Továbbjutott a nyolcaddöntőbe                     |  | 1–5 | —   | 3–1 | 4–0 |
| 3.    | Borussia Dortmund | 6 | 3  | 0 | 3 | 10 | 11 | −1  | 9  | Átkerült az Európa-liga nyolcaddöntő rájátszásába |  | 1–3 | 1–0 | —   | 5–0 |
| 4.    | Beşiktaş          | 6 | 0  | 0 | 6 | 3  | 19 | −16 | 0  |                                                   |  | 1–2 | 1–4 | 1–2 | —   |

| 2021. szeptember 15. 18:45 (19:45 TRT) |

| Beşiktaş      | 1–2               | Borussia Dortmund            |
| ------------- | ----------------- | ---------------------------- |
| Montero 90+4' | (0–2) Jegyzőkönyv | Bellingham 20' Haaland 45+3' |

| Vodafone Park, Isztambul (Törökország) Nézőszám: 22 445 Játékvezető: Antonio Mateu Lahoz (spanyol) |

| 2021. szeptember 15. 21:00 (20:00 WEST) |

| Sporting CP  | 1–5               | Ajax                              |
| ------------ | ----------------- | --------------------------------- |
| Paulinho 33' | (1–2) Jegyzőkönyv | Haller 2' 9' 51' 63' Berghuis 39' |

| Estádio José Alvalade, Lisszabon Nézőszám: 20 382 Játékvezető: José María Sánchez Martínez (spanyol) |

| 2021. szeptember 28. 18:45 |

| Ajax                    | 2–0               | Beşiktaş |
| ----------------------- | ----------------- | -------- |
| Berghuis 17' Haller 43' | (2–0) Jegyzőkönyv |          |

| Johan Cruijff Arena, Amszterdam Nézőszám: 52 628 Játékvezető: Benoît Bastien (francia) |

| 2021. szeptember 28. 21:00 |

| Borussia Dortmund | 1–0               | Sporting CP |
| ----------------- | ----------------- | ----------- |
| Malen 37'         | (1–0) Jegyzőkönyv |             |

| Signal Iduna Park, Dortmund Nézőszám: 25 000 Játékvezető: Srđan Jovanović (szerb) |

| 2021. október 19. 18:45 (19:45 TRT) |

| Beşiktaş  | 1–4               | Sporting CP                                        |
| --------- | ----------------- | -------------------------------------------------- |
| Larin 24' | (1–3) Jegyzőkönyv | Coates 15' 27' Sarabia 44' (11-esből) Paulinho 89' |

| Vodafone Park, Isztambul Nézőszám: 22 936 Játékvezető: Slavko Vinčić (szlovén) |

| 2021. október 19. 21:00 |

| Ajax                                             | 4–0               | Borussia Dortmund |
| ------------------------------------------------ | ----------------- | ----------------- |
| Reus 11' (öngól) Blind 25' Antony 57' Haller 72' | (2–0) Jegyzőkönyv |                   |

| Johan Cruijff Arena, Amszterdam Nézőszám: 54 029 Játékvezető: Jesús Gil Manzano (spanyol) |

| 2021. november 3. 21:00 |

| Borussia Dortmund   | 1–3               | Ajax                                |
| ------------------- | ----------------- | ----------------------------------- |
| Reus 37' (11-esből) | (1–0) Jegyzőkönyv | Tadić 72' Haller 83' Klaassen 90+3' |

| Signal Iduna Park, Dortmund Nézőszám: 54 820 Játékvezető: Michael Oliver (angol) |

| 2021. november 3. 21:00 (20:00 WET) |

| Sporting CP                                           | 4–0               | Beşiktaş |
| ----------------------------------------------------- | ----------------- | -------- |
| Gonçalves 31' (11-esből) 38' Paulinho 41' Sarabia 56' | (3–0) Jegyzőkönyv |          |

| Estádio José Alvalade, Lisszabon Nézőszám: 40 835 Játékvezető: Szergej Karaszjov (orosz) |

| 2021. november 24. 18:45 (20:45 TRT) |

| Beşiktaş              | 1–2               | Ajax           |
| --------------------- | ----------------- | -------------- |
| Gezzal 22' (11-esből) | (1–0) Jegyzőkönyv | Haller 54' 69' |

| Vodafone Park, Isztambul (Törökország) Nézőszám: 11 712 Játékvezető: Irfan Peljto (bosznia-hercegovinai) |

| 2021. november 24. 21:00 (20:00 WET) |

| Sporting CP                 | 3–1               | Borussia Dortmund |
| --------------------------- | ----------------- | ----------------- |
| Gonçalves 30' 39' Porro 81' | (2–0) Jegyzőkönyv | Malen 90+3'       |

| Estádio José Alvalade, Lisszabon Nézőszám: 41 341 Játékvezető: Carlos del Cerro Grande (spanyol) |

| 2021. december 7. 21:00 |

| Borussia Dortmund                                   | 5–0               | Beşiktaş |
| --------------------------------------------------- | ----------------- | -------- |
| Malen 29' Reus 45+2' (11-esből) 53' Haaland 68' 81' | (2–0) Jegyzőkönyv |          |

| Signal Iduna Park, Dortmund Nézőszám: 15 000 Játékvezető: François Letexier (francia) |

| 2021. december 7. 21:00 |

| Ajax                                                   | 4–2               | Sporting CP           |
| ------------------------------------------------------ | ----------------- | --------------------- |
| Haller 8' (11-esből) Antony 42' Neres 58' Berghuis 62' | (2–1) Jegyzőkönyv | Santos 22' Tabata 78' |

| Johan Cruijff Arena, Amszterdam Nézőszám: 0 Játékvezető: Davide Massa (olasz) |

### D csoport
| Hely. | Csapat           | M | Gy | D | V | G+ | G– | Gk  | P  | Továbbjutás                                       |  | RMA | INT | SHE | SHK |
| ----- | ---------------- | - | -- | - | - | -- | -- | --- | -- | ------------------------------------------------- |  | --- | --- | --- | --- |
| 1.    | Real Madrid      | 6 | 5  | 0 | 1 | 14 | 3  | +11 | 15 | Továbbjutott a nyolcaddöntőbe                     |  | —   | 2–0 | 1–2 | 2–1 |
| 2.    | Internazionale   | 6 | 3  | 1 | 2 | 8  | 5  | +3  | 10 | Továbbjutott a nyolcaddöntőbe                     |  | 0–1 | —   | 3–1 | 2–0 |
| 3.    | Sheriff Tiraspol | 6 | 2  | 1 | 3 | 7  | 11 | −4  | 7  | Átkerült az Európa-liga nyolcaddöntő rájátszásába |  | 0–3 | 1–3 | —   | 2–0 |
| 4.    | Sahtar Doneck    | 6 | 0  | 2 | 4 | 2  | 12 | −10 | 2  |                                                   |  | 0–5 | 0–0 | 1–1 | —   |

| 2021. szeptember 15. 18:45 (19:45 EEST) |

| Sheriff Tiraspol       | 2–0               | Sahtar Doneck |
| ---------------------- | ----------------- | ------------- |
| Traoré 16' Yansané 62' | (1–0) Jegyzőkönyv |               |

| Sheriff Stadion, Tiraspol Nézőszám: 5205 Játékvezető: Deniz Aytekin (német) |

| 2021. szeptember 15. 21:00 |

| Internazionale | 0–1               | Real Madrid |
| -------------- | ----------------- | ----------- |
|                | (0–0) Jegyzőkönyv | Rodrygo 89' |

| San Siro, Milánó Nézőszám: 37 082 Játékvezető: Daniel Siebert (német) |

| 2021. szeptember 28. 18:45 (19:45 EEST) |

| Sahtar Doneck | 0–0         | Internazionale |
| ------------- | ----------- | -------------- |
|               | Jegyzőkönyv |                |

| Olimpiai Stadion, Kijev Nézőszám: 26 170 Játékvezető: Kovács István (román) |

| 2021. szeptember 28. 21:00 |

| Real Madrid            | 1–2               | Sheriff Tiraspol          |
| ---------------------- | ----------------- | ------------------------- |
| Benzema 65' (11-esből) | (0–1) Jegyzőkönyv | Yakhshiboev 25' Thill 90' |

| Santiago Bernabéu, Madrid Nézőszám: 24 522 Játékvezető: Lawrence Visser (belga) |

| 2021. október 19. 21:00 (22:00 EEST) |

| Sahtar Doneck | 0–5               | Real Madrid                                                    |
| ------------- | ----------------- | -------------------------------------------------------------- |
|               | (0–1) Jegyzőkönyv | Krivcov 37' (öngól) Vinícius 51' 56' Rodrygo 65' Benzema 90+1' |

| Olimpiai Stadion, Kijev Nézőszám: 34 037 Játékvezető: Srđan Jovanović (szerb) |

| 2021. október 19. 21:00 |

| Internazionale                  | 3–1               | Sheriff Tiraspol |
| ------------------------------- | ----------------- | ---------------- |
| Džeko 34' Vidal 58' De Vrij 67' | (1–0) Jegyzőkönyv | Thill 52'        |

| San Siro, Milánó Nézőszám: 43 305 Játékvezető: Danny Makkelie (holland) |

| 2021. november 3. 18:45 |

| Real Madrid     | 2–1               | Sahtar Doneck |
| --------------- | ----------------- | ------------- |
| Benzema 14' 61' | (1–1) Jegyzőkönyv | Fernando 39'  |

| Santiago Bernabéu, Madrid Nézőszám: 38 105 Játékvezető: Benoît Bastien (francia) |

| 2021. november 3. 21:00 (22:00 EET) |

| Sheriff Tiraspol | 1–3               | Internazionale                        |
| ---------------- | ----------------- | ------------------------------------- |
| Traoré 90+2'     | (0–0) Jegyzőkönyv | Brozović 54' Škriniar 66' Sánchez 82' |

| Sheriff Stadion, Tiraspol Nézőszám: 5930 Játékvezető: Felix Zwayer (német) |

| 2021. november 24. 18:45 |

| Internazionale | 2–0               | Sahtar Doneck |
| -------------- | ----------------- | ------------- |
| Džeko 61' 67'  | (0–0) Jegyzőkönyv |               |

| San Siro, Milánó Nézőszám: 46 225 Játékvezető: Ovidiu Hațegan (román) |

| 2021. november 24. 21:00 (22:00 EET) |

| Sheriff Tiraspol | 0–3               | Real Madrid                       |
| ---------------- | ----------------- | --------------------------------- |
|                  | (0–2) Jegyzőkönyv | Alaba 30' Kroos 45+1' Benzema 55' |

| Sheriff Stadion, Tiraspol Nézőszám: 5932 Játékvezető: Szymon Marciniak (lengyel) |

| 2021. december 7. 21:00 |

| Real Madrid           | 2–0               | Internazionale |
| --------------------- | ----------------- | -------------- |
| Kroos 17' Asensio 79' | (1–0) Jegyzőkönyv |                |

| Santiago Bernabéu, Madrid Nézőszám: 46 887 Játékvezető: Felix Brych (német) |

| 2021. december 7. 21:00 (22:00 EET) |

| Sahtar Doneck | 1–1               | Sheriff Tiraspol |
| ------------- | ----------------- | ---------------- |
| Fernando 42'  | (1–0) Jegyzőkönyv | Nikolov 90+3'    |

| Olimpiai Stadion, Kijev Nézőszám: 6841 Játékvezető: Donatas Rumšas (litván) |

### E csoport
| Hely. | Csapat         | M | Gy | D | V | G+ | G– | Gk  | P  | Továbbjutás                                       |  | BAY | BEN | BAR | DKV |
| ----- | -------------- | - | -- | - | - | -- | -- | --- | -- | ------------------------------------------------- |  | --- | --- | --- | --- |
| 1.    | Bayern München | 6 | 6  | 0 | 0 | 22 | 3  | +19 | 18 | Továbbjutott a nyolcaddöntőbe                     |  | —   | 5–2 | 3–0 | 5–0 |
| 2.    | Benfica        | 6 | 2  | 2 | 2 | 7  | 9  | −2  | 8  | Továbbjutott a nyolcaddöntőbe                     |  | 0–4 | —   | 3–0 | 2–0 |
| 3.    | Barcelona      | 6 | 2  | 1 | 3 | 2  | 9  | −7  | 7  | Átkerült az Európa-liga nyolcaddöntő rájátszásába |  | 0–3 | 0–0 | —   | 1–0 |
| 4.    | Dinamo Kijiv   | 6 | 0  | 1 | 5 | 1  | 11 | −10 | 1  |                                                   |  | 1–2 | 0–0 | 0–1 | —   |

| 2021. szeptember 14. 21:00 |

| Barcelona | 0–3               | Bayern München                 |
| --------- | ----------------- | ------------------------------ |
|           | (0–1) Jegyzőkönyv | Müller 34' Lewandowski 56' 85' |

| Camp Nou, Barcelona Nézőszám: 39 737 Játékvezető: Michael Oliver (angol) |

| 2021. szeptember 14. 21:00 (22:00 EEST) |

| Dinamo Kijiv | 0–0         | Benfica |
| ------------ | ----------- | ------- |
|              | Jegyzőkönyv |         |

| Olimpiai Stadion, Kijev Nézőszám: 21 657 Játékvezető: Anthony Taylor (angol) |

| 2021. szeptember 29. 21:00 (20:00 WEST) |

| Benfica                           | 3–0               | Barcelona |
| --------------------------------- | ----------------- | --------- |
| Núñez 3' 79' (11-esből) Silva 69' | (1–0) Jegyzőkönyv |           |

| Estádio da Luz, Lisszabon Nézőszám: 29 454 Játékvezető: Daniele Orsato (olasz) |

| 2021. szeptember 29. 21:00 |

| Bayern München                                                       | 5–0               | Dinamo Kijiv |
| -------------------------------------------------------------------- | ----------------- | ------------ |
| Lewandowski 12' 27' (11-esből) Gnabry 68' Sané 74' Choupo-Moting 87' | (2–0) Jegyzőkönyv |              |

| Allianz Arena, München Nézőszám: 25 000 Játékvezető: Marco Guida (olasz) |

| 2021. október 20. 18:45 |

| Barcelona | 1–0               | Dinamo Kijiv |
| --------- | ----------------- | ------------ |
| Piqué 36' | (1–0) Jegyzőkönyv |              |

| Camp Nou, Barcelona Nézőszám: 45 968 Játékvezető: Clément Turpin (francia) |

| 2021. október 20. 21:00 (20:00 WEST) |

| Benfica | 0–4               | Bayern München                                   |
| ------- | ----------------- | ------------------------------------------------ |
|         | (0–0) Jegyzőkönyv | Sané 70' 84' Everton 80' (öngól) Lewandowski 82' |

| Estádio da Luz, Lisszabon Nézőszám: 55 201 Játékvezető: Ovidiu Hațegan (román) |

| 2021. november 2. 21:00 |

| Bayern München                              | 5–2               | Benfica              |
| ------------------------------------------- | ----------------- | -------------------- |
| Lewandowski 26' 61' 84' Gnabry 32' Sané 49' | (2–1) Jegyzőkönyv | Morato 38' Núñez 74' |

| Allianz Arena, München Nézőszám: 50 000 Játékvezető: Szymon Marciniak (lengyel) |

| 2021. november 2. 21:00 (22:00 EET) |

| Dinamo Kijiv | 0–1               | Barcelona |
| ------------ | ----------------- | --------- |
|              | (0–0) Jegyzőkönyv | Fati 70'  |

| Olimpiai Stadion, Kijev Nézőszám: 31 378 Játékvezető: Ovidiu Hațegan (román) |

| 2021. november 23. 18:45 (19:45 EET) |

| Dinamo Kijiv | 1–2               | Bayern München            |
| ------------ | ----------------- | ------------------------- |
| Harmas 70'   | (0–2) Jegyzőkönyv | Lewandowski 14' Coman 42' |

| Olimpiai Stadion, Kijev Nézőszám: 28 732 Játékvezető: Halil Umut Meler (török) |

| 2021. november 23. 21:00 |

| Barcelona | 0–0         | Benfica |
| --------- | ----------- | ------- |
|           | Jegyzőkönyv |         |

| Camp Nou, Barcelona Nézőszám: 49 572 Játékvezető: Szergej Karaszjov (orosz) |

| 2021. december 8. 21:00 |

| Bayern München                  | 3–0               | Barcelona |
| ------------------------------- | ----------------- | --------- |
| Müller 34' Sané 43' Musiala 62' | (2–0) Jegyzőkönyv |           |

| Allianz Arena, München Nézőszám: 0 Játékvezető: Ovidiu Hațegan (román) |

| 2021. december 8. 21:00 (20:00 WET) |

| Benfica                    | 2–0               | Dinamo Kijiv |
| -------------------------- | ----------------- | ------------ |
| Jaremcsuk 16' Gilberto 22' | (2–0) Jegyzőkönyv |              |

| Estádio da Luz, Lisszabon Nézőszám: 36 591 Játékvezető: Deniz Aytekin (német) |

### F csoport
| Hely. | Csapat            | M | Gy | D | V | G+ | G– | Gk | P  | Továbbjutás                                       |  | MUN | VIL | ATA | YB  |
| ----- | ----------------- | - | -- | - | - | -- | -- | -- | -- | ------------------------------------------------- |  | --- | --- | --- | --- |
| 1.    | Manchester United | 6 | 3  | 2 | 1 | 11 | 8  | +3 | 11 | Továbbjutott a nyolcaddöntőbe                     |  | —   | 2–1 | 3–2 | 1–1 |
| 2.    | Villarreal        | 6 | 3  | 1 | 2 | 12 | 9  | +3 | 10 | Továbbjutott a nyolcaddöntőbe                     |  | 0–2 | —   | 2–2 | 2–0 |
| 3.    | Atalanta          | 6 | 1  | 3 | 2 | 12 | 13 | −1 | 6  | Átkerült az Európa-liga nyolcaddöntő rájátszásába |  | 2–2 | 2–3 | —   | 1–0 |
| 4.    | Young Boys        | 6 | 1  | 2 | 3 | 7  | 12 | −5 | 5  |                                                   |  | 2–1 | 1–4 | 3–3 | —   |

| 2021. szeptember 14. 18:45 |

| Young Boys                    | 2–1               | Manchester United |
| ----------------------------- | ----------------- | ----------------- |
| Ngamaleu 66' Siebatcheu 90+5' | (1–0) Jegyzőkönyv | Ronaldo 13'       |

| Stadion Wankdorf, Bern Nézőszám: 31 120 Játékvezető: François Letexier (francia) |

| 2021. szeptember 14. 21:00 |

| Villarreal                       | 2–2               | Atalanta              |
| -------------------------------- | ----------------- | --------------------- |
| Trigueros 39' Arnaut Danjuma 73' | (1–1) Jegyzőkönyv | Freuler 6' Gosens 83' |

| Estadio El Madrigal, Vila-real Nézőszám: 12 916 Játékvezető: Clément Turpin (francia) |

| 2021. szeptember 29. 18:45 |

| Atalanta    | 1–0               | Young Boys |
| ----------- | ----------------- | ---------- |
| Pessina 68' | (0–0) Jegyzőkönyv |            |

| Atleti Azzurri d’Italia Stadion, Bergamo Nézőszám: 8536 Játékvezető: Felix Brych (német) |

| 2021. szeptember 29. 21:00 (20:00 BST) |

| Manchester United        | 2–1               | Villarreal  |
| ------------------------ | ----------------- | ----------- |
| Telles 60' Ronaldo 90+5' | (0–0) Jegyzőkönyv | Alcácer 53' |

| Old Trafford, Manchester Nézőszám: 73 130 Játékvezető: Felix Zwayer (német) |

| 2021. október 20. 21:00 |

| Young Boys | 1–4               | Villarreal                                    |
| ---------- | ----------------- | --------------------------------------------- |
| Elia 77'   | (0–2) Jegyzőkönyv | Pino 6' Gerard 16' Moreno 88' Chukwueze 90+2' |

| Stadion Wankdorf, Bern Nézőszám: 27 398 Játékvezető: Szergej Gennagyjevics Karaszjov (szlovén) |

| 2021. október 20. 21:00 (20:00 BST) |

| Manchester United                    | 3–2               | Atalanta                |
| ------------------------------------ | ----------------- | ----------------------- |
| Rashford 53' Maguire 75' Ronaldo 81' | (0–2) Jegyzőkönyv | Pašalić 15' Demiral 29' |

| Old Trafford, Manchester Nézőszám: 72 279 Játékvezető: Szymon Marciniak (szlovén) |

| 2021. november 2. 21:00 |

| Villarreal             | 2–0               | Young Boys |
| ---------------------- | ----------------- | ---------- |
| Capoue 36' Danjuma 89' | (1–0) Jegyzőkönyv |            |

| Estadio El Madrigal, Vila-real Nézőszám: 14 890 Játékvezető: Serdar Gözübüyük (holland) |

| 2021. november 2. 21:00 |

| Atalanta              | 2–2               | Manchester United   |
| --------------------- | ----------------- | ------------------- |
| Iličić 12' Iličić 12' | (1–1) Jegyzőkönyv | Ronaldo 45+1' 90+1' |

| Atleti Azzurri d’Italia Stadion, Bergamo Nézőszám: 14 443 Játékvezető: Slavko Vinčić (szlovén) |

| 2021. november 23. 18:45 |

| Villarreal | 0–2               | Manchester United      |
| ---------- | ----------------- | ---------------------- |
|            | (0–0) Jegyzőkönyv | Ronaldo 78' Sancho 90' |

| Estadio El Madrigal, Vila-real Nézőszám: 20 875 Játékvezető: Felix Brych (német) |

| 2021. november 23. 21:00 |

| Young Boys                          | 3–3               | Atalanta                           |
| ----------------------------------- | ----------------- | ---------------------------------- |
| Siebatcheu 39' Sierro 80' Hefti 84' | (1–1) Jegyzőkönyv | Zapata 10' Palomino 51' Muriel 88' |

| Stadion Wankdorf, Bern Nézőszám: 31 120 Játékvezető: Daniel Siebert (német) |

| 2021. december 8. 21:00 (20:00 GMT) |

| Manchester United | 1–1               | Young Boys |
| ----------------- | ----------------- | ---------- |
| Greenwood 9'      | (1–1) Jegyzőkönyv | Rieder 42' |

| Old Trafford, Manchester Nézőszám: 73 156 Játékvezető: Benoît Bastien (francia) |

| 2021. december 9. 19:00 |

| Atalanta                   | 2–3               | Villarreal                |
| -------------------------- | ----------------- | ------------------------- |
| Malinovskiy 71' Zapata 80' | (0–1) Jegyzőkönyv | Danjuma 3' 51' Capoue 42' |

| Atleti Azzurri d’Italia Stadion, Bergamo Nézőszám: 11 690 Játékvezető: Anthony Taylor (angol) |

### G csoport
| Hely. | Csapat            | M | Gy | D | V | G+ | G– | Gk | P  | Továbbjutás                                       |  | LIL | SLZ | SEV | WOL |
| ----- | ----------------- | - | -- | - | - | -- | -- | -- | -- | ------------------------------------------------- |  | --- | --- | --- | --- |
| 1.    | Lille             | 6 | 3  | 2 | 1 | 7  | 4  | +3 | 11 | Továbbjutott a nyolcaddöntőbe                     |  | —   | 1–0 | 0–0 | 0–0 |
| 2.    | Red Bull Salzburg | 6 | 3  | 1 | 2 | 8  | 6  | +2 | 10 | Továbbjutott a nyolcaddöntőbe                     |  | 2–1 | —   | 1–0 | 3–1 |
| 3.    | Sevilla           | 6 | 1  | 3 | 2 | 5  | 5  | 0  | 6  | Átkerült az Európa-liga nyolcaddöntő rájátszásába |  | 1–2 | 1–1 | —   | 2–0 |
| 4.    | VfL Wolfsburg     | 6 | 1  | 2 | 3 | 5  | 10 | −5 | 5  |                                                   |  | 1–3 | 2–1 | 1–1 | —   |

| 2021. szeptember 14. 18:45 |

| Sevilla                | 1–1               | Red Bull Salzburg    |
| ---------------------- | ----------------- | -------------------- |
| Rakitić 42' (11-esből) | (0–0) Jegyzőkönyv | Sučić 21' (11-esből) |

| Estadio Ramón Sánchez-Pizjuán, Sevilla Nézőszám: 18 373 Játékvezető: Alekszej Kulbakov (fehérorosz) |

| 2021. szeptember 14. 21:00 |

| Lille | 0–0         | VfL Wolfsburg |
| ----- | ----------- | ------------- |
|       | Jegyzőkönyv |               |

| Stadium Lille-Metropole, Villeneuve-d’Ascq Nézőszám: 34 314 Játékvezető: Danny Makkelie (holland) |

| 2021. szeptember 29. 21:00 |

| Red Bull Salzburg                     | 2–1               | Lille      |
| ------------------------------------- | ----------------- | ---------- |
| Adeyemi 35' (11-esből) 53' (11-esből) | (1–0) Jegyzőkönyv | Yılmaz 62' |

| Red Bull Arena, Wals-Siezenheim Nézőszám: 24 207 Játékvezető: Halil Umut Meler (török) |

| 2021. szeptember 29. 21:00 |

| VfL Wolfsburg | 1–1               | Sevilla     |
| ------------- | ----------------- | ----------- |
| Steffen 49'   | (0–0) Jegyzőkönyv | Rakitić 86' |

| Volkswagen Arena, Wolfsburg Nézőszám: 11 733 Játékvezető: Georgi Kabakov (bolgár) |

| 2021. október 20. 21:00 |

| Lille | 0–0         | Sevilla |
| ----- | ----------- | ------- |
|       | Jegyzőkönyv |         |

| Stadium Lille-Metropole, Villeneuve-d’Ascq Nézőszám: 34 362 Játékvezető: Michael Oliver (angol) |

| 2021. október 20. 18:45 |

| Red Bull Salzburg         | 3–1               | VfL Wolfsburg |
| ------------------------- | ----------------- | ------------- |
| Adeyemi 3' Okafor 65' 77' | (1–1) Jegyzőkönyv | Nmecha 15'    |

| Red Bull Arena, Wals-Siezenheim Nézőszám: 29 520 Játékvezető: Daniele Orsato (olasz) |

| 2021. november 2. 21:00 |

| Sevilla     | 1–2               | Lille                          |
| ----------- | ----------------- | ------------------------------ |
| Ocampos 15' | (1–1) Jegyzőkönyv | David 43' (11-esből) Ikoné 51' |

| Estadio Ramón Sánchez-Pizjuán, Sevilla Nézőszám: 29 369 Játékvezető: Kovács István (román) |

| 2021. november 2. 18:45 |

| VfL Wolfsburg      | 2–1               | Red Bull Salzburg |
| ------------------ | ----------------- | ----------------- |
| Baku 3' Nmecha 60' | (1–1) Jegyzőkönyv | Wöber 30'         |

| Volkswagen Arena, Wolfsburg Nézőszám: 16 112 Játékvezető: Artur Soares Dias (portugál) |

| 2021. november 23. 21:00 |

| Sevilla              | 2–0               | VfL Wolfsburg |
| -------------------- | ----------------- | ------------- |
| Jordán 12' Mir 90+7' | (1–0) Jegyzőkönyv |               |

| Estadio Ramón Sánchez-Pizjuán, Sevilla Nézőszám: 28 663 Játékvezető: Cüneyt Çakır (török) |

| 2021. november 23. 21:00 |

| Lille     | 1–0               | Red Bull Salzburg |
| --------- | ----------------- | ----------------- |
| David 31' | (1–0) Jegyzőkönyv |                   |

| Stadium Lille-Metropole, Villeneuve-d’Ascq Nézőszám: 33 573 Játékvezető: Anthony Taylor (angol) |

| 2021. december 8. 21:00 |

| VfL Wolfsburg | 1–3               | Lille                          |
| ------------- | ----------------- | ------------------------------ |
| Steffen 89'   | (0–1) Jegyzőkönyv | Yılmaz 11' David 72' Gomes 78' |

| Volkswagen Arena, Wolfsburg Nézőszám: 6544 Játékvezető: Daniele Orsato (olasz) |

| 2021. december 8. 21:00 |

| Red Bull Salzburg | 1–0               | Sevilla |
| ----------------- | ----------------- | ------- |
| Okafor 50'        | (0–0) Jegyzőkönyv |         |

| Red Bull Arena, Wals-Siezenheim Nézőszám: 0 Játékvezető: Slavko Vinčić (Szlovén) |

### H csoport
| Hely. | Csapat   | M | Gy | D | V | G+ | G– | Gk  | P  | Továbbjutás                                       |  | JUV | CHL | ZEN | MAL |
| ----- | -------- | - | -- | - | - | -- | -- | --- | -- | ------------------------------------------------- |  | --- | --- | --- | --- |
| 1.    | Juventus | 6 | 5  | 0 | 1 | 10 | 6  | +4  | 15 | Továbbjutott a nyolcaddöntőbe                     |  | —   | 1–0 | 4–2 | 1–0 |
| 2.    | Chelsea  | 6 | 4  | 1 | 1 | 14 | 4  | +10 | 13 | Továbbjutott a nyolcaddöntőbe                     |  | 4–0 | —   | 1–0 | 4–0 |
| 3.    | Zenyit   | 6 | 1  | 2 | 3 | 11 | 11 | 0   | 5  | Átkerült az Európa-liga nyolcaddöntő rájátszásába |  | 0–1 | 3–3 | —   | 4–0 |
| 4.    | Malmö FF | 6 | 0  | 1 | 5 | 1  | 14 | −13 | 1  |                                                   |  | 0–3 | 0–1 | 1–1 | —   |

| 2021. szeptember 14. 21:00 (20:00 BST) |

| Chelsea    | 1–0               | Zenyit |
| ---------- | ----------------- | ------ |
| Lukaku 69' | (0–0) Jegyzőkönyv |        |

| Stamford Bridge, London Nézőszám: 39 252 Játékvezető: Bartosz Frankowski (lengyel) |

| 2021. szeptember 14. 21:00 |

| Malmö FF | 0–3               | Juventus                                           |
| -------- | ----------------- | -------------------------------------------------- |
|          | (0–3) Jegyzőkönyv | Alex Sandro 23' Dybala 45' (11-esből) Morata 45+1' |

| Swedbank Stadion, Malmö Nézőszám: 5832 Játékvezető: Artur Soares Dias (portugál) |

| 2021. szeptember 29. 18:45 (19:45 MSK) |

| Zenyit                                              | 4–0               | Malmö FF |
| --------------------------------------------------- | ----------------- | -------- |
| Claudinho 9' Kuzjajev 49' Sutormin 80' Wendel 90+4' | (1–0) Jegyzőkönyv |          |

| Kresztovszkij Stadion, Szentpétervár Nézőszám: 15 339 Játékvezető: Anasztásziosz Szidirópulosz (görög) |

| 2021. szeptember 29. 21:00 |

| Juventus   | 1–0               | Chelsea |
| ---------- | ----------------- | ------- |
| Chiesa 46' | (0–0) Jegyzőkönyv |         |

| Juventus Stadion, Torino Nézőszám: 19 934 Játékvezető: Jesús Gil Manzano (spanyol) |

| 2021. október 20. 21:00 (22:00 MSK) |

| Zenyit | 0–1               | Juventus       |
| ------ | ----------------- | -------------- |
|        | (0–0) Jegyzőkönyv | Kulusevski 86' |

| Kresztovszkij Stadion, Szentpétervár Nézőszám: 18 717 Játékvezető: Sandro Schärer (svájci) |

| 2021. október 20. 21:00 (20:00 BST) |

| Chelsea                                                           | 4–0               | Malmö FF |
| ----------------------------------------------------------------- | ----------------- | -------- |
| Christensen 9' Jorginho 21' (11-esből) 57' (11-esből) Havertz 48' | (2–0) Jegyzőkönyv |          |

| Stamford Bridge, London Nézőszám: 39 095 Játékvezető: François Letexier (francia) |

| 2021. november 2. 21:00 |

| Juventus                                        | 4–2               | Zenyit                           |
| ----------------------------------------------- | ----------------- | -------------------------------- |
| Dybala 11' 58' (11-esből) Chiesa 73' Morata 82' | (1–1) Jegyzőkönyv | Bonucci 26' (öngól) Azmoun 90+2' |

| Juventus Stadion, Torino Nézőszám: 20 053 Játékvezető: Alejandro Hernández Hernández (spanyol) |

| 2021. november 2. 18:45 |

| Malmö FF | 0–1               | Chelsea   |
| -------- | ----------------- | --------- |
|          | (0–0) Jegyzőkönyv | Zíjes 56' |

| Swedbank Stadion, Malmö Nézőszám: 19 551 Játékvezető: Felix Brych (német) |

| 2021. november 23. 21:00 (20:00 GMT) |

| Chelsea                                             | 4–0               | Juventus |
| --------------------------------------------------- | ----------------- | -------- |
| Chalobah 25' James 55' Hudson-Odoi 58' Werner 90+5' | (1–0) Jegyzőkönyv |          |

| Stamford Bridge, London Nézőszám: 39 513 Játékvezető: Srđan Jovanović (szerb) |

| 2021. november 23. 21:00 |

| Malmö FF  | 1–1               | Zenyit                    |
| --------- | ----------------- | ------------------------- |
| Rieks 28' | (1–0) Jegyzőkönyv | Rakickij 90+2' (11-esből) |

| Swedbank Stadion, Malmö Nézőszám: 15 520 Játékvezető: Andris Treimanis (lett) |

| 2021. december 8. 18:45 (20:45 MSK) |

| Zenyit                                | 3–3               | Chelsea                              |
| ------------------------------------- | ----------------- | ------------------------------------ |
| Claudinho 38' Azmun 41' Ozdojev 90+4' | (2–1) Jegyzőkönyv | Timo Werner 2' 85' Romelu Lukaku 62' |

| Kresztovszkij Stadion, Szentpétervár Nézőszám: 29 349 Játékvezető: Serdar Gözübüyük (holland) |

| 2021. december 8. 18:45 |

| Juventus | 1–0               | Malmö FF |
| -------- | ----------------- | -------- |
| Kean 18' | (1–0) Jegyzőkönyv |          |

| Juventus Stadion, Torino Nézőszám: 17 501 Játékvezető: Irfan Peljto (bosznia-hercegovinai) |